# Guaraguao Arriba
Guaraguao Arriba es un barrio ubicado en el municipio de Bayamón en el estado libre asociado de Puerto Rico. En el Censo de 2010 tenía una población de 1832 habitantes y una densidad poblacional de 205,26 personas por km².

## Geografía
Guaraguao Arriba se encuentra ubicado en las coordenadas 18°17′27″N 66°9′24″O / 18.29083, -66.15667. Según la Oficina del Censo de los Estados Unidos, Guaraguao Arriba tiene una superficie total de 8.93 km², de la cual 8.92 km² corresponden a tierra firme y (0.03%) 0 km² es agua. En este se encuentra la montaña más alta de Bayamón con 552 metros (cerro La Peña).

## Demografía
Según el censo de 2010, había 1832 personas residiendo en Guaraguao Arriba. La densidad de población era de 205,26 hab./km². De los 1832 habitantes, Guaraguao Arriba estaba compuesto por el 77.46% blancos, el 6% eran afroamericanos, el 0.49% eran amerindios, el 9.72% eran de otras razas y el 6.33% pertenecían a dos o más razas o mestizos(as). Del total de la población el 99.07% eran hispanos o latinos de cualquier raza.